# Ivan Sergueïev
Pour les articles homonymes, voir Sergueïev.
Ivan Vladimirovitch Sergueïev (en russe : Иван Владимирович Сергеев), né le 11 mai 1995 à Tcherepovets en Russie, est un footballeur russe évoluant au poste d'attaquant au Dynamo Moscou.

## Biographie

### Formation et débuts professionnels
Formé dans sa ville natale de Tcherepovets, Ivan Sergueïev évolue dans un premier temps avec l'équipe amateur locale du FK Tcherepovets entre 2012 et 2013,. En 2014, il rejoint les rangs du Stroguino Moscou avec qui il fait ses débuts professionnels dans le championnat de troisième division le 19 avril 2014 contre le Lokomotiv-2 Moscou. Il évolue par la suite sous ces couleurs jusqu'à la fin d'année 2017, entrecoupé d'un passage de six mois en prêt au Riga FC en première division lettone durant le deuxième semestre de 2016. Cette période à l'étranger s'avère cependant un échec, avec seulement sept apparitions en championnat pour un seul but pour ses débuts face au BFC Daugavpils le 26 juin 2016,.
Durant l'été 2017, il représente la Russie dans le cadre de l'Universiade d'été disputée à Taipei,. À cette occasion, il est notamment buteur à quatre reprises durant la phase de groupes contre le Brésil, les États-Unis et l'Italie. Il est ensuite auteur d'un dernier doublé face à cette dernière équipe lors du match pour la cinquième place, qui s'achève cependant sur la défaite des siens (2-5).
Il se fait particulièrement remarquer durant la première partie de la saison 2017-2018 où il inscrit seize buts en autant de matchs de championnat, incluant un triplé contre le Zénith Penza le 22 octobre 2017. Cette performance lui permet de finir meilleur buteur de la zone Centre à l'issue de l'exercice. Sergueïev ne le termine cependant pas au Stroguino, quittant finalement Moscou durant la trêve hivernale pour rejoindre le FK Tambov avec qui il découvre notamment la deuxième division le 4 mars 2018 à l'occasion d'un match contre le Rotor Volgograd. Il n'arrive cependant pas à s'y imposer, ne connaissant qu'une seule titularisation de la saison tandis que le club échoue à la promotion à l'issue des barrages de montée.

### Torpedo Moscou (2018-2020)
Faisant son retour à l'échelon inférieur dès l'exercice suivant à l'occasion d'un prêt au Torpedo Moscou, Sergueïev participe activement au succès du club au sein de la zone Centre et termine meilleur buteur du groupe au terme de la saison avec un total de seize buts marqués en 26 matchs. La moitié de ces buts sont par ailleurs inscrits durant les quatre dernières rencontres de la saison, avec notamment un triplé puis un quadruplé contre les secondes équipes du Rotor Volgograd et du FK Khimki,.
Recruté définitivement par le Torpedo Moscou le 11 juin 2019, Sergueïev participe ensuite aux bonnes performances du club qui domine la deuxième division pendant la majeure partie de la première moitié de saison. Tandis que le Torpedo échoue finalement à la montée après l'arrêt anticipé de la compétition due à la pandémie de Covid-19 en Russie, le joueur termine malgré tout meilleur buteur du championnat avec un total de 14 buts inscrits en 27 rencontres, à égalité avec son coéquipier Aleksandr Roudenko avec qui il partage ce titre,.

### Krylia Sovetov Samara (2020-2021)

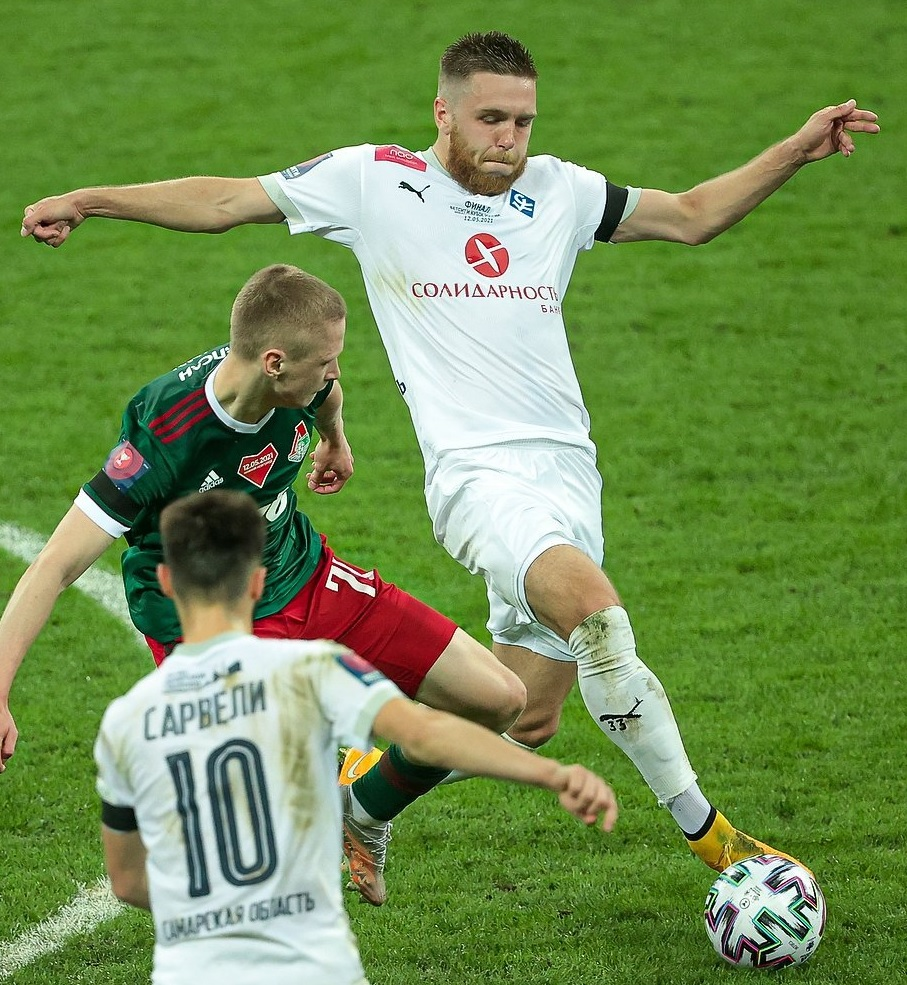
Ivan Sergueïev (en blanc) au duel avec Maksim Moukhine (en vert et rouge) lors de la finale de la Coupe de Russie en 2021.

Après avoir démarré la saison 2020-2021 sous les couleurs du Torpedo, Sergueïev rejoint finalement les rangs du Krylia Sovetov Samara le 13 août 2020. Après avoir marqué son premier but avec sa nouvelle équipe le 5 septembre suivant contre Nijni Novgorod, il enchaîne par la suite les performances de haut rang, inscrivant pas moins de cinq triplés et quatre doublés tout au long de la saison. À l'issue d'un match victorieux face au Spartak-2 Moscou le 5 mai 2021, qui le voit inscrire un doublé et permettre aux siens d'assurer le titre de champion de deuxième division, Sergueïev bat officiellement le record de buts inscrits lors d'une saison de championnat, avec un total qui s'établit alors à 39 réalisations en 40 matchs,. Il termine par la suite l'exercice avec 40 buts marqués, soit seize de plus que le deuxième meilleur buteur du championnat. Il contribue également au parcours du Krylia Sovetov dans la Coupe de Russie où il est notamment buteur en huitièmes puis en quarts de finale et aide le club à atteindre la finale de la compétition, mais ne peut empêcher la défaite des siens face au Lokomotiv Moscou lors de cette dernière rencontre.
Pour ses débuts dans l'élite russe, Sergueïev contribue grandement aux bonnes performances du Krylia Sovetov, marquant notamment quatre buts et délivrant autant de passes décisives durant les trois premiers mois de la saison 2021-2022. Ces performances lui valent ainsi d'être appelé pour la première fois en sélection par Valeri Karpine lors de la trêve internationale du mois de novembre 2021, durant laquelle il ne dispute cependant aucun match.

### Zénith Saint-Pétersbourg (depuis 2022)
Le 10 janvier 2022, il signe au Zénith Saint-Pétersbourg jusqu’en juin 2025 pour environ deux millions d'euros.

## Statistiques
| Saison                | Club                     | Championnat           | Championnat | Championnat | Coupe(s) nationale(s) | Coupe(s) nationale(s) | Compétition(s) continentale(s) | Compétition(s) continentale(s) | Compétition(s) continentale(s) | Total | Total |
| Saison                | Club                     | Division              | M.          | B.          | M.                    | B.                    | Comp.                          | M.                             | B.                             | M.    | B.    |
| 2013-2014             | Stroguino Moscou         | D3                    | 6           | 0           | -                     | -                     | -                              | -                              | -                              | 6     | 0     |
| 2014-2015             | Stroguino Moscou         | D3                    | 29          | 6           | 1                     | 0                     | -                              | -                              | -                              | 30    | 6     |
| 2015-2016             | Stroguino Moscou         | D3                    | 23          | 10          | 1                     | 0                     | -                              | -                              | -                              | 24    | 10    |
| 2016                  | Riga FC (prêt)           | D1                    | 7           | 1           | 1                     | 0                     | -                              | -                              | -                              | 8     | 1     |
| 2016-2017             | Stroguino Moscou         | D3                    | 10          | 2           | -                     | -                     | -                              | -                              | -                              | 10    | 2     |
| 2017-2018             | Stroguino Moscou         | D3                    | 16          | 16          | 1                     | 1                     | -                              | -                              | -                              | 17    | 17    |
| 2017-2018             | FK Tambov                | D2                    | 7           | 0           | 1                     | 0                     | -                              | -                              | -                              | 8     | 0     |
| 2018-2019             | Torpedo Moscou (prêt)    | D3                    | 26          | 16          | 4                     | 2                     | -                              | -                              | -                              | 30    | 18    |
| 2019-2020             | Torpedo Moscou           | D2                    | 27          | 14          | 4                     | 3                     | -                              | -                              | -                              | 31    | 17    |
| 2020-2021             | Torpedo Moscou           | D2                    | 3           | 0           | -                     | -                     | -                              | -                              | -                              | 3     | 0     |
| 2020-2021             | Krylia Sovetov Samara    | D2                    | 39          | 40          | 7                     | 3                     | -                              | -                              | -                              | 46    | 43    |
| 2021-2022             | Krylia Sovetov Samara    | D1                    | 18          | 6           | 2                     | 2                     | -                              | -                              | -                              | 20    | 8     |
| 2021-2022             | Zénith Saint-Pétersbourg | D1                    | 11          | 4           | 2                     | 1                     | C3                             | 2                              | 0                              | 15    | 5     |
| 2022-2023             | Zénith Saint-Pétersbourg | D1                    | 15          | 6           | 7                     | 3                     | -                              | -                              | -                              | 22    | 9     |
| Total sur la carrière | Total sur la carrière    | Total sur la carrière | 237         | 120         | 31                    | 15                    | -                              | 2                              | 0                              | 270   | 135   |

## Palmarès
| Stroguino Moscou - Championnat de Russie D3 (zone Centre) : - Meilleur buteur : 2018 (16 buts). |  | Torpedo Moscou - Championnat de Russie D2 : - Meilleur buteur : 2020 (14 buts). - Championnat de Russie D3 (zone Centre) : - Champion : 2019. - Meilleur buteur : 2019 (16 buts). |  | Krylia Sovetov Samara - Championnat de Russie D2 (1) : - Champion : 2021. - Meilleur buteur : 2021 (40 buts). - Coupe de Russie : - Finaliste : 2021. |  | Zénith Saint-Pétersbourg - Championnat de Russie (2) : - Champion : 2022 et 2023. - Supercoupe de Russie (1) : - Vainqueur : 2022. |